# Interakcija med človekom in računalnikom
Interakcija med človekom in računalnikom je veda o načrtovanju in oblikovanju interakcije med ljudmi (uporabniki) in računalniki. Tu se prepleta računalništvo, vedenjske znanosti, oblikovanje in več drugih področij znanosti. Do interakcije med uporabnikom in računalnikom prihaja v uporabniškem vmesniku, ki vključuje programsko in strojno opremo, na primer znaki ali predmeti, ki so prikazani s programsko opremo na zaslonu osebnega računalnika, vhodni podatki, ki so vnešeni s strani uporabnikov preko strojne, periferne opreme, kot sta tipkovnica in računalniška miška, in druge interakcije uporabnika na velikih računalniških sistemih, kot so letala in elektrarne. Association for Computing Machinery opredeljuje interakcijo med človekom in računalnikom kot »disciplino, ki se ukvarja z oblikovanjem, oceno in izvajanjem interaktivnih računalniških sistemov za človeško uporabo in s proučevanjem pojavov, ki jih obdaja.« Pomemben vidik interakcije med človekom in računalnikom je zagotavljanje zadovoljstva uporabnikov.
Ker interakcija med človekom in računalnikom proučuje ljudi in stroje v povezavi, črpa znanja tako na strojni kot človeški plati. Na stroji strani so pomembne tehnike v računalniški grafiki, operacijskih sistemih, programskih jezikih in razvojnih okoljih, na človeški strani pa teorije komunikacije, grafično in industrijsko oblikovanje, jezikoslovje, družbene vede, kognitivna psihologija in človeški dejavniki. Pomembni so tudi inženiring in metode načrtovanja. Zaradi interdisciplinarne narave vede o interakciji med človekom in računalnikom, ljudje z različnimi ozadji prispevajo k njenemu uspehu. Interakcija med človekom in računalnikom se tudi včasih omenja kot človek-stroj ali računalniško-človeška interakcija.
Posvečanje pozornosti interakciji med človekom in računalnikom je pomembno, saj lahko slabo načrtovan vmesnik privede do številnih nepričakovanih težav. Klasičen primer za to je nesreča na otoku treh milj, kjer je preiskava potrdila, da je bila zasnova vmesnika vsaj delno odgovorno za nesrečo. Podobno se je pokazalo pri letalskih nesrečah, da je bila posledica proizvajalčeve odločitve za uporabo nestandardnih instrumentov za letenje in/ali postavitve krmil, čeprav so bili ti novi modeli boljši, so imeli piloti že zakoreninjene »standardne« postavitve in je tako konceptualno dobra ideja dejansko imela nezaželene rezultate.

## Cilji
Osnovni cilj interakcije med človekom in računalnikom je izboljšanje uporabniške izkušnje z izdelavo računalnikov, ki so bolj uporabni in dojemljivi za potrebe uporabnikov. Natančneje se nanaša na:
- metodologijo in postopke za načrtovanje vmesnikov (to je, glede na to nalogo in kategorijo uporabnikov oblikovati najboljši vmesnik v danih omejitvah, optimizacijo za zaželene lastnost, kot je naučljivosti ali učinkovitost uporabe)
- metode vključevanja vmesnikov (npr. programskih orodij in knjižnic, učinkovitih algoritmov)
- tehnike za ovrednotenje in primerjavo vmesnikov
- razvoj novih vmesnikov in tehnik interakcije
- razvoj razumljivih in predvidljivih modelov in teorij interakcij

Dolgoročni cilj interakcije med človekom in računalnikom je oblikovati sisteme, ki zmanjšujejo pregrade med kognitivnim človeškim modelom, kaj hočemo doseči in razumevanjem računalnika, kaj uporabnik želi.
Strokovnjaki s področja interakcije med človekom in računalnikom so po navadi oblikovalci, ki se ukvarjajo s praktično uporabo metodologije oblikovanja v vsakdanjem življenju. Njihovo delo se pogosto vrti okoli načrtovanja grafičnih uporabniških vmesnikov in spletnih vmesnikov.
Raziskovalci interakcije med človekom in računalnikom so zainteresirani za razvoj novih metodologij oblikovanja, preizkušanje nove strojne opreme in naprav, izdelavo prototipov novih programskih sistemov, raziskovanje nove paradigme za interakcijo ter razvoj modelov in teorij interakcije.

## Razlike s povezanimi področji
Interakcija med človekom in računalnikom se razlikuje od človeških dejavnikov (ali ergonomije), v tem da usmerja pozornost bolj k uporabnikom, ki delajo z računalniki, ne pa tudi drugimi vrstami strojev ali naprav. Osredotoča se tudi na izboljšanje načinov uporabe računalniške programske in strojne opreme. Tako so človeški dejavniki širši pojem, interakcijo med človekom in računalnikom pa bi lahko opisali kot človeški dejavniki v računalništvu - čeprav nekateri strokovnjaki poskušajo obravnavati ti področji kot ločeni.
Interakcija med človekom in računalnikom se prav tako razlikuje od človeških dejavnikov v tem, da se manj osredotoča na ponavljajoče se delo, naloge in postopke, in daje veliko manj poudarka na fizični stres in fizične oblike oziroma industrijsko oblikovanje uporabniškega vmesnika, kot so tipkovnice in miške.
Tri področja precej sovpadajo z interakcijo med človekom in računalnikom . V področju upravljanja z osebnimi podatki (PIM), so interakcije človeka z računalnikom postavljene v širši informacijski kontekst - ljudje lahko upravljajo z različnimi oblikami podatkov, nekatere so računalniško podprte, pogosto pa tudi ne (npr., table, zvezki, samolepilni lističi, magneti za hladilnik), da bi razumeli in nadzorovali želene spremembe v njihovem svetu. V računalniško podprtem sodelovalnem delu (CSCW), je poudarek na uporabi računalniških sistemov za podporo skupinskega dela skupine ljudi. Načela vodenja človeških interakcij (HIM) razširjajo področja uporabe CSCW na organizacijski ravni in jih je mogoče izvajati brez uporabe računalniških sistemov.

## Načela načrtovanja
Pri ocenjevanju trenutnega uporabniškega vmesnika , ali oblikovanju novega uporabniškega vmesnika, je pomembno imeti v mislih naslednja eksperimentalna načela oblikovanja:
- Zgodnje osredotočenje na uporabnike in naloge: Ugotoviti, koliko uporabnikov je potrebnih za izvedbo naloge in določiti, kdo so ustrezni uporabniki. Nekdo, ki nikoli ne uporablja vmesnika, in ga ne bo uporabljal v prihodnosti, najverjetneje ni veljaven uporabnik. Poleg tega opredeliti nalogo, ki jo bodo uporabniki opravljali in kako pogosto jo bo treba opraviti.
- Empirične meritve: Zgodnje testiranje vmesnika z dejanskimi uporabniki, ki pridejo v stik z vmesnikom vsakodnevno. Upoštevati, da se rezultati lahko spremenijo, če nivo učinkovitosti uporabnika ni natančna upodobitev realne interakcije med človekom in računalnikom. Določiti količinske posebnosti uporabe, kot so: število uporabnikov, ki izvaja nalogo, čas za dokončanje naloge, in število napak med nalogo.
- Ponavljalno oblikovanje: Ko določimo uporabnike, naloge in empirične meriteve, je treba izvesti naslednje korake:

1. Oblikovanje uporabniškega vmesnika
2. Testiranje
3. Analiziranje rezultatov
4. Ponovitev

Proces oblikovanja se ponavlja, dokler ni ustvarjen razumen in prijazen uporabniški vmesnik.

## Metodologije načrtovanja
Več različnih metodologij, ki opisujejo tehnike za oblikovanje interakcije med človekom in računalnikom se je pojavilo po vzponu na tem področju v 80-ih letih prejšnjega stoletja. Večina metod oblikovanja izhaja iz modela, kako uporabniki, oblikovalci, in tehnični sistemi sodelujejo. Zgodnje metodologije na primer, obravnavajo uporabnikove kognitivne procese, kot predvidljive in merljive in spodbujajo oblikovalce k vpogledu v rezultate kognitivne znanosti na področjih, kot so spomin in zbranost pri načrtovanju uporabniških vmesnikov. Sodobni modeli se osredotočajo na stalne povratne informacije in dialog z uporabniki, oblikovalci in inženirji, ter stremijo k tehničnim sistemom, ki so prilagojeni uporabniški izkušnji, namesto prilagajanja uporabniške izkušnje izdelanemu sistemu.
- Oblikovanje prilagojeno uporabniku : je sodobna, široko izvajana filozofija načrtovanja, ki izhaja iz ideje, da je pri oblikovanju katerega koli računalniškega sistema uporabnik v središču. Uporabniki, oblikovalci in tehnični delavci sodelujejo pri določanju želja, potreb in omejitev za uporabnika in ustvarjajo sistem, ki te elemente upošteva. Pogosto se oblikovanje prilagojeno uporabniku navezuje na etnografske študije okolja, v katerih bodo uporabniki uporabljali sistem. Ta praksa je podobna, vendar ni enaka participativnemu oblikovanju , ki poudarja možnost za končne uporabnike, naj dejavno prispevajo prek skupnih oblikovalnih sej in delavnic.

- Principi načrtovanja uporabniških vmesnikov : gre za sedem načel, ki se upoštevajo v vsakem trenutku pri načrtovanju uporabniškega vmesnika v katerem koli vrstnem redu, in sicer toleranca, preprostost, preglednost, dostopnost, doslednost, struktura in povratna informacija.[4]

## Načrtovanje prikaza
Prikazovalniki oz. zasloni so, pripomočki za zaznavanje zadevnih spremenljivk sistema in omogočajo nadaljnjo obdelavo teh podatkov. Preden je zaslon oblikovan, je treba opredeliti naloge, ki naj bi jih podpiral (npr. navigacijo, nadzor, odločanje, učenje, zabavno, itd.). Uporabniku ali operaterju mora biti omogočeno, da razbere kakršno koli informacijo, ki jo sistem generira in prikaže, zato morajo biti informacije prikazane v skladu z načeli, na način, ki bo podpiral zaznavanje, zavedanje položaja, in razumevanje.

### Trinajst načel oblikovanja prikaza
Christopher Wickens in drugi so opredelili 13 načel načrtovanja prikaza v svoji knjigi: Introduction to Human Factors Engineering.
Ta načela človekovega zaznavanja in obdelave informacij se lahko uporablja za ustvarjanje učinkovito oblikovanih prikazovalnikov. Zmanjšanje napak, zmanjšanje potrebnega časa za usposabljanje, povečanje učinkovitosti in večje zadovoljstvo uporabnikov so le nekatere izmed mnogih potencialnih koristi, ki jih je mogoče doseči z uporabo teh načel.
Nekatera načela, niso uporabna za različne zaslone ali situacije. Za nekatera načela se morda zdi, da so si nasprotujoči, in ni enostavno reči, da je eno načelo bolj pomembno od drugega. Načela so lahko prilagojena na določeno obliko ali situacijo. Doseganje funkcionalnega ravnovesja med načeli je ključnega pomena za učinkovito oblikovanje.

#### Zaznavna načela
1. Prikazi naj bodo čitljivi (ali v primeru zvočnega načina podajanja informacij - razumljivi). Čitljivost prikazovalnika je ključnega pomena za načrtovanje uporabnega zaslona. Če znakov ali predmetov, ki so prikazani, ni moč razbrati, potem operater ne more učinkovito uporabiti te informacije.
2. Izogibati se absolutnemu določanju meja. Od uporabnika naj se ne zahteva, da določi stopnjo spremenljivke na podlagi ene zaznavne spremenljivko (npr. barva, velikost, glasnost). Te zaznavne spremenljivke lahko vsebujejo več možnih ravni.
3. Zgoraj-dol obdelava. Signali se lažje zaznavajo in razlagajo, če so prikazani v skladu s tem, kar se pričakuje na osnovi uporabnikov preteklih izkušenj. Če je signal predstavljen v nasprotju z uporabnikovimi pričakovanji, je potrebna večja količina signala, da jo je moč pravilno razumeti in razbrati.
4. Podvajanje. Če je signal predstavljen več kot enkrat, je bolj verjetno, da bo pravilno razumljen. To je mogoče storiti s predstavitvijo signala v alternativni fizični obliki (npr. barva in oblika, glas in tiskanje, itd), kot je odpuščanje ne pomeni ponavljanje. Semafor je dober primer podvajanja, kjer je signal podvojen z barvo in položajem.
5. Podobnost povzroča zmedo: uporablja razločnih elementov. Signali, ki se zdijo podobni bodo verjetno zamenjani. Razmerje podobnih in različnih značilnosti, povzroči da se signali zdijo podobni. Na primer, A423B9 je bolj podobna A423B8 kot je 92 in 93. Nepotrebne podobne lastnosti je treba odstraniti in različne izpostaviti.

#### Načela duševnega modela
6. Načelo slikovnega realizma. Prikaz naj bo videti kot spremenljivka, ki jo predstavlja (npr. visoka temperatura na termometru prikazana na višji vertikalni ravni). Če obstaja več elementov, naj bodo, če je le mogoče prikazani tako, kot bi bili videti v okolju, ki ga predstavljajo.
7. Načelo gibljivega dela. Premikajoči elementi naj se premikajo v skladu z uporabnikovo predstavo, kako se dejansko premikajo v sistemu. Na primer, premik elementa na višinomeru naj se premakne navzgor z večanjem nadmorske višine.

#### Načela na podlagi pozornosti
8. Zmanjševanje stroškov dostopa do informacij. Ko se pozornost preusmeri z ene točke na drugo za dostop do potrebnih informacij, je to povezano s stroški v času ali naporu. Prikaz mora biti zasnovan tako da so viri, do katerih dostopamo pogosto, čim bolj skupaj. Vendar ne na račun ustrezne čitljivosti.
9. Načelo združljivosti bližine. Razdeljena pozornost med dvema viroma informacij je lahko potrebna za dokončanje ene naloge. Ti viri morajo biti smiselno povezani. Stroški dostopa do informacije morajo biti čim nižji, kar je mogoče doseči na različne načine (npr. bližina, povezanost barv, vzorcev, oblik, itd.) Vendar pa je tak prikaz lahko tudi škodljiv, ker povzroča prekrivanje.
10. Načelo več virov. Uporabnik lažje obdeluje informacije iz različnih virov. Na primer vizualne in zvočne informacije, so lahko predložene hkrati namesto izključno vizualnih ali zvočnih informacij.

#### Načela spomina
11. Zamenjaj spomin z vizualno informacijo: znanje v svetu. Uporabniku ni treba ohraniti pomembne informacije samo v delovnem spominu ali pa jo priklicati iz dolgoročnega spomina. Meni, kontrolni seznam, ali drugačen prikaz, lahko uporabniku olajša uporabo njegovega spomina. Vendar pa je uporaba spomina lahko včasih v korist uporabniku, ker odpravlja potrebo po viru neke vrste znanja na svetu (npr. izkušen računalniški operater bo raje uporabljal ukaze po spominu, kot se zanašal na priročnik). Uporaba znanja uporabnika in znanja v svetu mora biti uravnotežena za učinkovito oblikovanje.
12. Načelo predvidevanja pomoči. Proaktivne dejavnosti so po navadi bolj učinkovite kot reaktivni ukrepi. Zaslon mora poskušati odpraviti zahtevne kognitivne naloge in jih nadomestiti s preprostejšimi zaznavnimi nalogami za zmanjšanje rabe uporabnikovih miselnih virov. To omogoča uporabniku, ne samo da se osredotoča na trenutne razmere, pač pa tudi razmišlja o nadaljnih možnostih. Primer predvidevanje pomoči je prometni znak, ki prikazuje oddaljenost od določenega cilja.
13. Načelo doslednosti. Stare navade iz drugih vmesnikov bo uporabnik z lahkoto prenesel v uporabo novih, če so bili načrtovani na dosleden način. Uporabnikov dolgoročni spomin bo sprožil dejanja, ki naj bi bila ustrezna. Načrtovanje mora upoštevati to dejstvo in uporabljati usklajenost med različnimi vmesniki.

## Računalniško-uporabniški vmesnik
Računalniško-uporabniški vmesnik lahko opišemo kot mesto komunikacije med uporabnikom in računalnikom. Pretok informacij med uporabnikom in računalnikom je opredeljen kot zanka interakcije. Zanka interakcije ima več vidikov, vključno z:
- Okolje naloge : Pogoji in cilji uporabnika.
- Okolje sistema : okolje,v katerem je računalnik priključen, npr. prenosni računalnik v sobi študentskega naselja.
- Področja vmesnika : področja, ki se med seboj ne prekrivajo, vključujejo procese v človeškem in računalniškem okolju, ki se ne nanašajo na njihove medsebojne povezave. Področja, ki pa se prekrivajo, obravnavajo postopke, ki se nanašajo na njihove medsebojne povezave.
- Vhodni tok : Pretok informacij, ki se začne v okolju naloge, ko ima uporabnik neko nalogo, ki zahteva uporabo računalnika.
- Izhodni tok: Pretok informacij, ki izvira iz računalnika.
- Povratne informacije : Zanke preko vmesnika, ki ocenjujejo, urejajo in potrdijo procese, ki potekajo od uporabnika preko vmesnika na računalnik in nazaj.